# Броненосные крейсера типа «Сан-Джорджо»
Броненосные крейсера типа «Сан-Джорджо» (ит. Classe San Giorgio) — тип крейсеров итальянского флота начала XX века. Являлись существенно улучшенной версией крейсеров типа «Амальфи». Всего построено 2 единицы: «Сан-Джорджо» (итал. San Giorgio), «Сан-Марко» (итал. San Marco). Последние и наиболее мощные броненосные крейсера итальянского флота.

## Проектирование и постройка
Построенные за несколько лет до Первой мировой войны, два корабля участвовали в Ливийской войне и дожили до Второй мировой войны.
«Сан-Джорджо» — заложен 24 июня 1905, спущен 5 мая 1908, вошёл в строй 1 июля 1910 года. «Сан-Джорджо», после значительной модификации для использования в качестве учебного крейсера в 1937—1938 годах, использовался в качестве плавучей зенитной платформы при обороне Тобрука. Он сбил или серьезно повредил 47 вражеских самолетов и, почти наверняка, самолет Итало Бальбо; когда Тобрук пал, он затонул в порту.
«Сан-Марко» — заложен 20 февраля 1905, спущен 15 сентября 1908, вошёл в строй 7 февраля 1911 года. В 1931 году превращён в корабль-мишень, дистанционно управляемый с эсминца «Аудаче» (бывший японский «Кавакадзэ» типа «Уракадзэ»). После выхода Италии из союза стран «оси», 9 сентября 1943 года захвачен немецкими войсками в порту Специи и в том же месяце затоплен, чтобы предотвратить его захват союзниками.